# Heike Kamerlingh Onnes

Heike Kamerlingh Onnes (Groningen, Països Baixos, 1853 - Leiden, Països Baixos, 1926) fou un físic neerlandès, descobridor de la superconductivitat i guardonat amb el Premi Nobel de Física l'any 1913.

## Biografia
Nascut el 21 de setembre de 1853 a la ciutat neerlandesa de Groningen, va estudiar física entre 1871 i 1873 a la Universitat de Heidelberg, on fou alumne de Robert Bunsen i Gustav Kirchhoff.
Es doctorà a la Universitat de Groninga el 1879 i, posteriorment, fou professor a l'Escola Politècnica de Delft entre 1878 i 1882, i des d'aquell any professor de física a la universitat de Leiden fins a la seva jubilació, l'any 1923.
Kamerlingh Onnes morí el 21 de febrer de 1926 a la ciutat de Leiden.

## Recerca científica

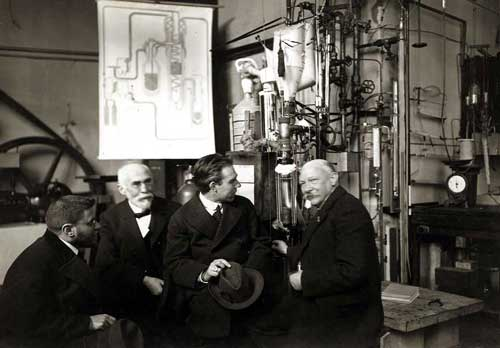
Paul Ehrenfest, Hendrik Lorentz, Niels Bohr i Heike Kamerlingh Onnes l'any 1919 al laboratori criogènic de Leiden

Influenciat pel treball del seu compatriota Johannes van der Waals, va deduir una de les equacions d'estat aplicable als gasos, que duu el seu nom. Així mateix, va estudiar les propietats termodinàmiques dels gasos i líquids en una àmplia escala de pressions i temperatures. El 1894, va fundar el laboratori criogènic de Leiden, que actualment duu el seu nom. Va investigar els efectes del fred extrem en nombrosos gasos i metalls.
El 1908, va aconseguir liquar heli a baixa temperatura per primera vegada, encara que no va aconseguir solidificar-lo, fet que es va aconseguir l'any 1926 sota el guiatge del seu deixeble Willem Hendrik Keesom.
L'any 1911, va descobrir la gairebé total absència de resistència al pas de l'electricitat de certes substàncies com el mercuri, estany o el plom a temperatures properes al zero absolut, fenomen conegut com a superconductivitat.
L'any 1913, va ser guardonat amb el Premi Nobel de Física per les seves investigacions en les característiques de la matèria a baixes temperatures que van permetre la producció de l'heli líquid.

## Reconeixements
L'any 1910 li fou concedida la medalla Matteucci, el 1912 la medalla Rumford i el 1915 la medalla Franklin.
En honor seu, s'anomenà el cràter Kamerlingh Onnes de la Lluna.